# Aleksander Krywult
Aleksander Wiktor Krywult (ur. 27 lutego 1845 w Warszawie, zm. 14 listopada 1903 w Warszawie) – polski kolekcjoner, mecenas sztuki, właściciel i kierownik salonów sztuki w Warszawie i Krakowie.

## Życiorys
Był synem Antoniego Krywulta i Marianny.
Urodzony w Warszawie w dzieciństwie wyjechał z rodzicami do Krakowa, gdzie studiował rzeźbę w tamtejszej Szkole Sztuk Pięknych. Po skończeniu szkoły, przejął po swoim ojcu fabrykę ram artystycznych. Zakupił wówczas obrazy od swoich mało znanych kolegów i elegancko je oprawił. Gdy kolekcja przekroczyła 100 płócien, Krywult zdecydował stworzyć wystawę polskiego nowoczesnego malarstwa. W 1880 roku w warszawskiej Resursie Kupieckiej przy ul. Senatorskiej w Pałacu Mniszchów po raz pierwszy wystawił zebrane przez siebie obrazy. Ponieważ wystawa została przyjęta bardzo przychylnie, Krywult postanowił wynająć II piętro Hotelu Europejskiego przy Krakowskim Przedmieściu 13. Na początku XX wieku salon został przeniesiony do lokalu na rogu ulicy Świętokrzyskiej i Nowego Światu. Po zgonie Aleksandra Krywulta salon istniał jeszcze przez trzy lata (1903–1906), gdy prowadził go syn Krywulta - Jan.
Był założycielem salonu sztuki w Warszawie, istniejącego w latach 1880–1906. Był marszandem-prekursorem, ponieważ jako pierwszy w Warszawie prowadził działalność tego rodzaju. 
W pierwszych wystawach Salonu Krywulta uczestniczyli m.in. Józef Chełmoński, Maksymilian Gierymski i Julian Fałat.
W przeciwieństwie do konserwatywnego Towarzystwa Zachęty Sztuk Pięknych Salon Krywulta wystawiał dzieła artystów – zwolenników modernistycznych kierunków w sztuce, jak Kazimierz Stabrowski, Witold Wojtkiewicz, Władysław Podkowiński, Stanisław Wyspiański, Józef Pankiewicz i Olga Boznańska, a także artystów zagranicznych, jak Edvard Munch, Gustave Moreau, Max Klinger, Odilon Redon, Arnold Böcklin i James Whistler. Na jego wystawach warszawska publiczność mogła po raz pierwszy zobaczyć dzieła impresjonistów francuskich. W sumie przedstawił warszawskiej publiczności około 1000 artystów.
Od 1998 jest patronem jednej z warszawskich ulic. 

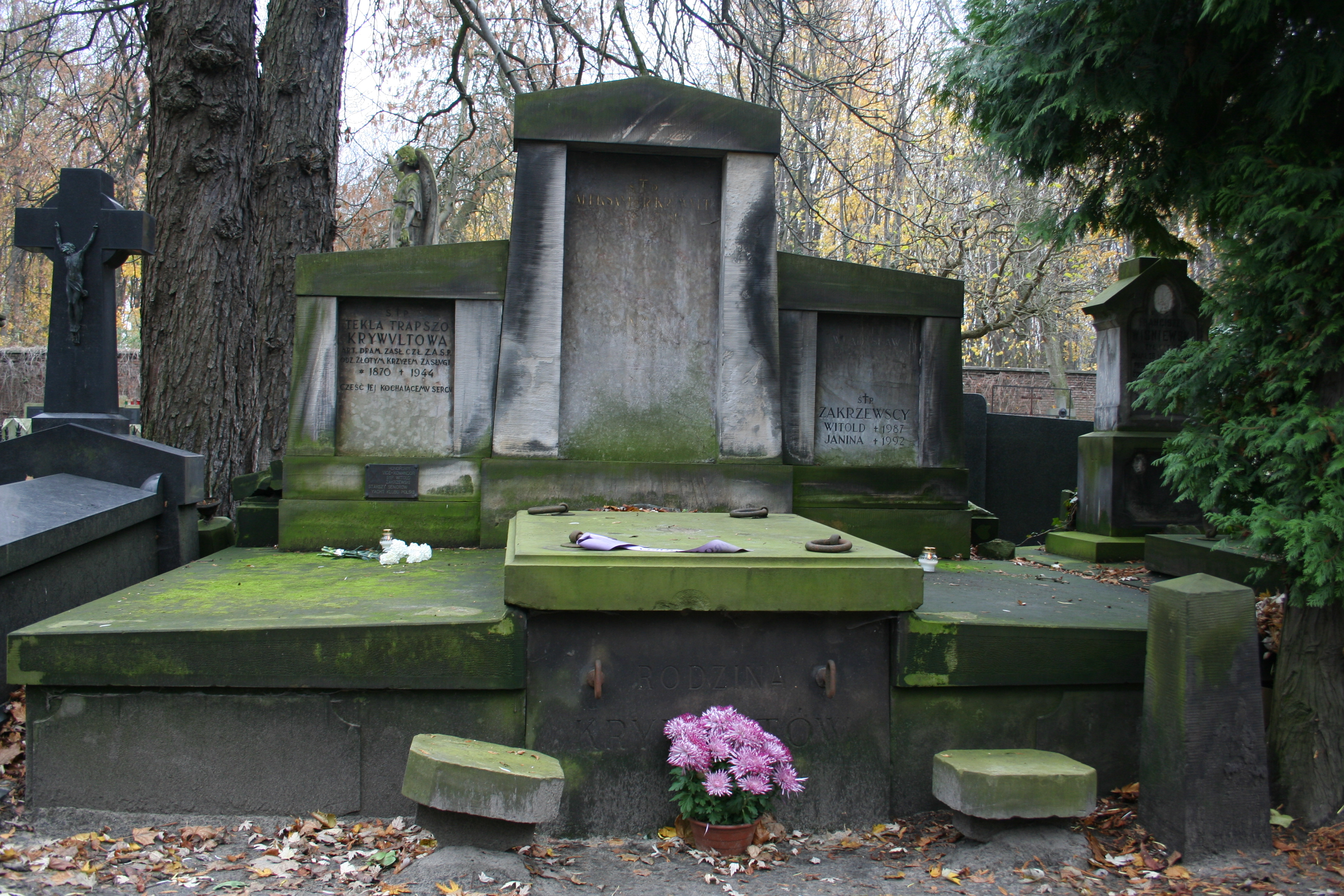
Grób Tekli Trapszo i Aleksandra Krywulta

Jego żoną była Felicja Śliwicka, z którą miał trójkę dzieci: Jana Kornela Krywulta (ur. 1873), Michalinę Steinauer (ur. 1875), Kazimierza Krywulta (ur. 1879). Jego syn Jan ożenił się z Teklą Trapszo.
Aleksander Krywult został pochowany w rodzinnym grobowcu na cmentarzu Powązkowskim w Warszawie (kw. 229–VI–4/5).